# Leptogorgia miniata
Leptogorgia miniata is een zachte koraalsoort uit de familie Gorgoniidae. De koraalsoort komt uit het geslacht Leptogorgia. Leptogorgia miniata werd in 1857 voor het eerst wetenschappelijk beschreven door Milne Edwards & Haime. 